# Manton S. Eddy
Manton Sprague Eddy (né le 16 mai 1892 à Chicago et mort le 10 avril 1962 à Fort Benning) est un lieutenant-général de l'armée des États-Unis qui a servi pendant la Première et la Seconde Guerre mondiale. Durant la Seconde Guerre mondiale, il a servi avec distinction puisqu'il a commandé la 9e division d'infanterie et plus tard le 12e corps d'armée dans la campagne en Europe occidentale, jouant une grand rôle dans la bataille des Ardennes fin décembre 1944.

## Jeunesse et carrière militaire
Eddy fait ses études à l'École militaire Shattuck, à Faribault dans le Minnesota aux États-Unis, en 1913. En 1916, il s’enrôle dans l'infanterie de l'Armée des États-Unis et au début de 1918, un an après l’entrée en guerre des Américains en avril 1917, il devient officier, un second-lieutenant d'infanterie. En plus d’être capitaine, il commande une compagnie dans le 11e bataillon des mitrailleuses (11th Machine Gun Battalion), qui fait partie de la 4e division du Corps expéditionnaire américain (AEF : American Expeditionary Force). En mai 1918, il est envoyé sur le front de l’Ouest avec sa division et est blessé en août, en même temps que la guerre tourne en faveur des Alliés. Il guérit peu de temps après et commande ensuite un bataillon de mitrailleuses jusqu'à la fin de la guerre le 11 novembre 1918.

## Entre les guerres
Promu au rang de commandant durant la Première Guerre mondiale, il a servi dans l'Allemagne occupée par les Alliés jusqu'en 1919, année durant laquelle il retourna aux États-Unis. Relégué au rang de capitaine dans l'armée régulière en 1920, Eddy épousa Mamie Peabody Buttolph en 1921. Durant cette période d'entre deux guerres, Eddy est membre du Conseil d'Infanterie et devient étudiant puis enseignant à l'École d'Infanterie des États-Unis et à la US Army Command and General Staff School des États-Unis. Il a également servi comme professeur en Science Militaire à l'Académie Militaire de Riverdale.
En 1940, pendant la Seconde Guerre mondiale, il est un officier du renseignement avec le 3e corps d'armée. En 1941, Eddy prend les commandes du 114e régiment d'infanterie, faisant partie de la 44e division d'infanterie, une formation de garde nationale.

## Seconde Guerre mondiale
En mars 1942, trois mois après l'attaque des Japonais sur Pearl Harbor et l'entrée en guerre des États-Unis, il est promu au grade de brigadier-général et devient assistant commandant de la division (ADC) de la 9e division d'infanterie. En juillet, il est promu au grade de major-général et devient Commandant de la 9e division d'infanterie, la formation d'une armée régulière.
Après s'être entraîné pendant plusieurs mois aux États-Unis, il mène la division à l'étranger. Il atterrit en Afrique française du Nord le 8 novembre 1942 dans le cadre de l'opération Torch où il se bat dans la campagne d'Afrique du Nord, ultérieurement Alliée. La 9e division d'infanterie joue aussi un grand rôle lors de la bataille de Kasserine, en février 1943. La campagne se termine en mai 1943, avec la reddition de 250 000 soldats de l'Axe. Plus tard, il dirige la 9e division au cours de l'opération Husky, le nom code de l'invasion par les Alliés de la Sicile en août 1943. En novembre, la 9e division est envoyée en Angleterre en préparation pour le débarquement des Alliés dans le Nord de la France, programmée pour le printemps de 1944. 
Eddy mène la 9e division de l'infanterie dans les débuts de l'opération Overlord, nom de code pour la bataille de Normandie, débarquant sur Utah Beach 4 jours après le jour J. Eddy est récompensé de la Distinguished Service Cross pour son rôle dans la capture du port de Cherbourg. En août, il devient CG du 12e corps d'armée, qui est souvent en pointe de la 3e armée du lieutenant-général George Patton. Il mène l'avance des Alliés de la Normandie à la Moselle, combat en Lorraine à l'automne 1944 et atteint le Rhin en mars 1945. En avril 1945, après avoir pris part à la campagne d'Allemagne, peu avant la fin de la Seconde Guerre mondiale en Europe, il retourne aux États-Unis en raison d'une maladie sévère (une hypertension extrême, dont il s'est remis) et se fait remplacer par le major-général Stafford LeRoy Irwin à la tête du 12e corps d'armée.

## L’après Guerre
Dans la période de l'après-guerre, Eddy sert de nouveau à Fort Leavenworth, au Kansas, cette fois comme Commandant de la United States Army Command and General Staff College (CGSC) de janvier 1948 à juillet 1950. Il est président d'un comité de révision qui a fait un examen minutieux de l'enseignement des officiers et a établi la branche progressive, le personnel et les services de niveau supérieur d’études d’officier. En tant que commandant de la 7e armée, il a dirigé sa transformation, d’une armée d'occupation à une de force de dissuasion. Il prend sa retraite de l'armée avec le rang de lieutenant-général.
Il meurt à Columbus, en Géorgie aux États-Unis le 10 avril 1962, à l'âge de 69 ans, quelques semaines avant ses 70 ans. Le lieutenant-général Manton S. Eddy est enterré au cimetière National  d'Arlington en Virginie aux États-Unis.

## Médailles et honneur
- Croix de guerre 1914-1918 (France)
- Distinguished Service Cross (États-Unis)
- Army Distinguished Service Medal (2)
- Silver Star
- Legion of Merit (2)
- Bronze Star (2)
- Air Medal
- Purple Heart
- Légion d'honneur
- Ordre du Bain (Royaume-Uni)
- Ordre de la Guerre patriotique (décoration soviétique)
- Médaille du Courage (décoration soviétique)
- Commandant de l'ordre de Léopold (Belgique)